# Монте-Дінеро
Монте-Дінеро (ісп. Monte Dinero) — селище на півдні Аргентини у провінції Санта-Крус, департамент Гуер-Айке.

## Клімат
Містечко знаходиться у зоні, котра характеризується морським кліматом. Найтепліший місяць — лютий із середньою температурою 11.1 °C (52 °F). Найхолодніший місяць — липень, із середньою температурою 2.2 °С (36 °F).
| Клімат Монте-Дінеро     | Клімат Монте-Дінеро | Клімат Монте-Дінеро | Клімат Монте-Дінеро | Клімат Монте-Дінеро | Клімат Монте-Дінеро | Клімат Монте-Дінеро | Клімат Монте-Дінеро | Клімат Монте-Дінеро | Клімат Монте-Дінеро | Клімат Монте-Дінеро | Клімат Монте-Дінеро | Клімат Монте-Дінеро | Клімат Монте-Дінеро |
| Показник                | Січ.                | Лют.                | Бер.                | Квіт.               | Трав.               | Черв.               | Лип.                | Серп.               | Вер.                | Жовт.               | Лист.               | Груд.               | Рік                 |
| Абсолютний максимум, °C | 26                  | 27                  | 27                  | 22                  | 17                  | 15                  | 16                  | 12                  | 17                  | 18                  | 22                  | 30                  | 30                  |
| Середній максимум, °C   | 15                  | 15                  | 13                  | 10                  | 6                   | 5                   | 5                   | 5                   | 7                   | 10                  | 12                  | 15                  | 10                  |
| Середня температура, °C | 10                  | 11                  | 9                   | 6                   | 3                   | 2                   | 2                   | 2                   | 4                   | 6                   | 8                   | 10                  | 6                   |
| Середній мінімум, °C    | 6                   | 7                   | 6                   | 3                   | 1                   | 0                   | 0                   | 0                   | 1                   | 2                   | 4                   | 6                   | 3                   |
| Абсолютний мінімум, °C  | 1                   | 1                   | 1                   | −2                  | −7                  | −11                 | −7                  | −7                  | −7                  | −3                  | −1                  | −1                  | −11                 |
| Норма опадів, мм        | 40                  | 30                  | 30                  | 30                  | 30                  | 20                  | 10                  | 10                  | 10                  | 20                  | 20                  | 50                  | 350                 |
| Днів з дощем            | 4                   | 3                   | 2                   | 3                   | 4                   | 2                   | 1                   | 2                   | 1                   | 2                   | 3                   | 4                   | 37                  |
| Вологість повітря, %    | 79                  | 74                  | 79                  | 80                  | 84                  | 86                  | 87                  | 86                  | 81                  | 80                  | 79                  | 76                  | 81                  |
| ----------------------- | ------------------- | ------------------- | ------------------- | ------------------- | ------------------- | ------------------- | ------------------- | ------------------- | ------------------- | ------------------- | ------------------- | ------------------- | ------------------- |
| Джерело: Weatherbase    |                     |                     |                     |                     |                     |                     |                     |                     |                     |                     |                     |                     |                     |